# Lyes Ramoul
Lyes Ramoul (né le 17 avril 1976 à Constantine en Algérie) est un athlète français, spécialiste des courses de fond et du cross-country. 
En 2001, il s'adjuge la médaille d'argent par équipes des championnats du monde de cross, en compagnie de Driss El Himer, Mustapha El Ahmadi et Mickaël Thomas. Cette même année, il remporte la médaille d'or par équipes des championnats d'Europe de cross, en compagnie de Driss El Himer, Mustapha El Ahmadi et Yann Millon.
Il remporte le titre de champion de France de cross (épreuve courte) en 2001.